# ステイリブリッジ・セルティックFC
ステイリブリッジ・セルティック・フットボールクラブ（Stalybridge Celtic Football Club）はイングランド、グレーター・マンチェスター、ステイリブリッジを本拠地とするサッカークラブチームである。2017-2018シーズンはノーザンプレミアリーグ・プレミアディヴィジョン（7部相当）に所属。

## タイトル

### 国内タイトル
- チャレンジシールド:2回

1955, 1978
- チェシャー・カウンティーリーグ:1回

1980
- チェシャー・カウンティーリーグ・リーグカップ:1回

1922
- チェシャー・シニアカップ:2回

1953, 2001
- エドワード・ケースカップ:1回

1978
- インターメディテイトカップ:2回

1958,1969
- ランカシャー・コンベイション・ディヴィジョン2:1回

1912
- ランカシャー・フリードリトカップ:1回

1989
- マンチェスター・シニアカップ:1回

1923
- ノースウェスト・カウンティーズリーグ:2回

1984-1985, 1987-1988
- ノースウェスト・カウンティーズ・スーパーカップ:1回

1984
- ノーザンプレミアリーグ:2回

1992-1993, 2001-2002
- ノーザンプレミアリーグ・リーグカップ:2回

1992, 1999
- プレジデントカップ:2回

2001, 2003

### 国際タイトル
- なし

## 歴代所属選手
- ジェイソン・バッティ
- ドミニク・キャルバート＝ルーウィン